# Coatham
Coatham – wieś w Anglii, w hrabstwie ceremonialnym North Yorkshire, w dystrykcie (unitary authority) Redcar and Cleveland. Leży 74 km na północ od miasta York i 351 km na północ od Londynu.